# Tyfoon (toeter)

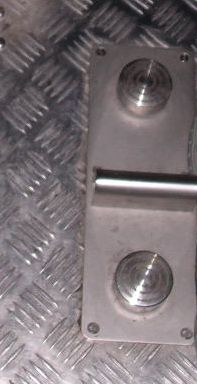
Voetbediening van de tyfoon bij VIRM

Een tyfoon (de spelling typhoon wordt ook gebruikt) is een claxon op een trein, die een zeer luid geluid kan maken, om bijvoorbeeld mensen op of nabij de rails te waarschuwen. De tyfoon wordt onder andere gebruikt bij slecht zicht  om bij overwegen mensen te waarschuwen.
De machinist kan de tyfoon bedienen door op een van de twee knoppen te drukken met zijn rechtervoet. 
Nederlandse treinstellen en locomotieven hebben een tyfoon met twee tonen, een hoge en een lagere, vandaar de twee bedieningsknoppen. De tyfoon zelf zit bij het meeste materieel goed verborgen achter een rooster. Bij de locomotieven uit de 1600/1800- en 1700-serie zit de tyfoon in een doos op het dak (het zogenoemde konijnenhok), midden boven de voorruit.
Stoomlocomotieven hebben een stoomfluit, waarbij dankbaar gebruik wordt gemaakt van de reeds aanwezige stoomdruk.

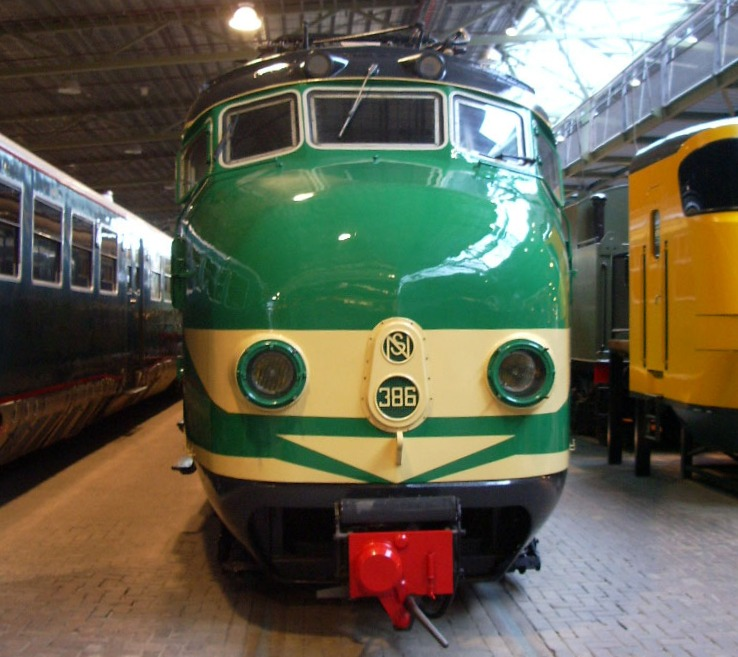
Bij de treinstellen Mat '54 zit de tyfoon achter het treinstelnummer aan de voorzijde.
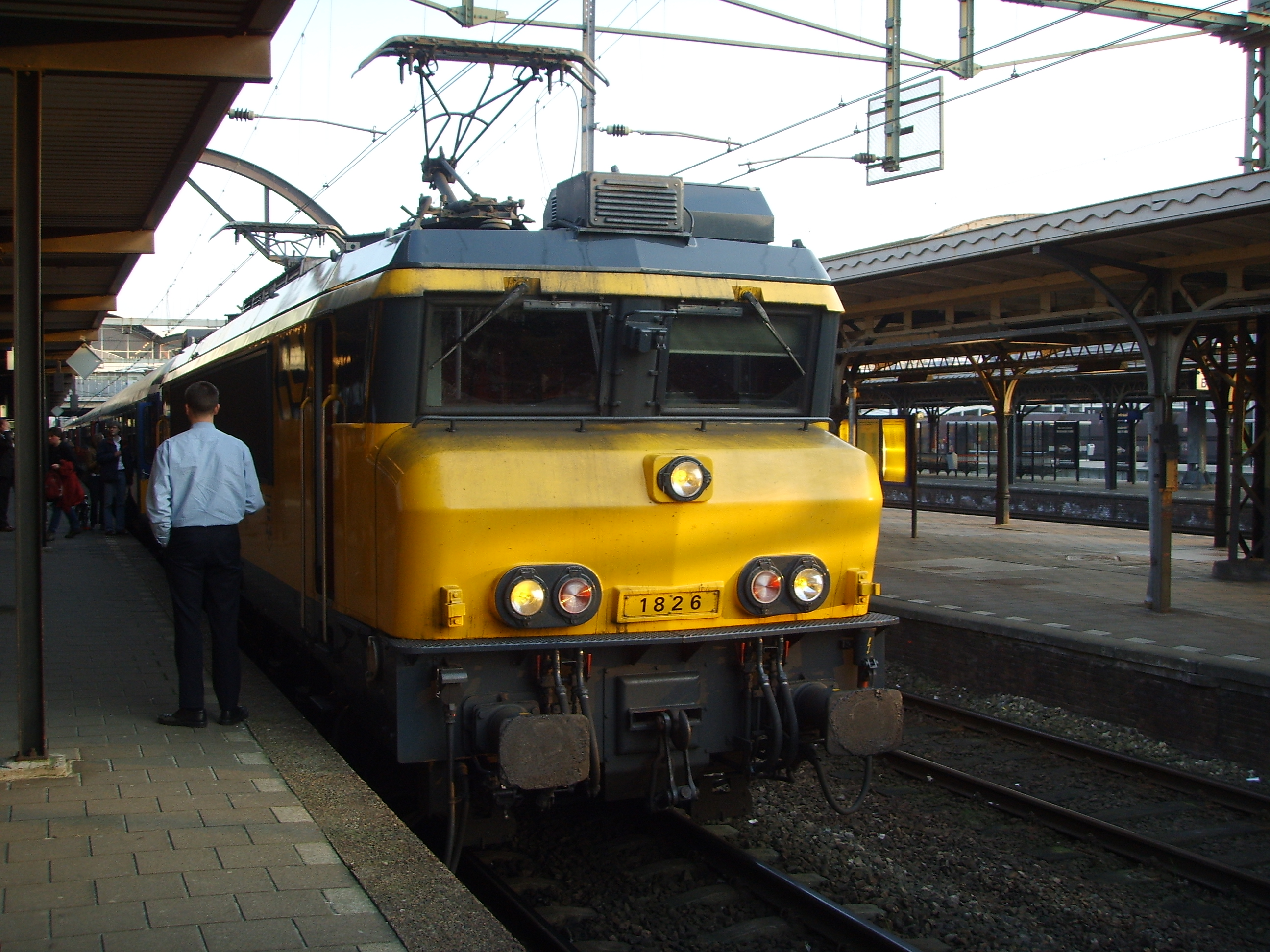
Bij de locomotieven 1600/1800 zit de tyfoon in een kast op het dak midden boven de voorruit. De kast daarachter is van de airconditioning.